# Subtlety and passion
Subtlety and passion is het vierde studioalbum van Robert Lamm. Lamm was ten tijde van de opnamen voor dit album (nog steeds) leider van de muziekgroep Chicago. Op dit album is dat het meest terug te horen in vergelijking tot zijn andere solomateriaal. Op zich is dat niet vreemd want onder de muzikanten zitten veel Chicagoleden. De opnamen zijn niet allemaal vlak voor de uitgave gemaakt, want ook Terry Kath speelt mee; hij overleed in 1978.

## Musici
- Robert Lamm – zang, toetsinstrumenten, gitaar
- Hank Linderman – gitaar, achtergrondzang, basgitaar
- Jason Scheff – basgitaar, achtergrondzang (Chicago)
- Tris Imboden – slagwerk, mondharmonica (chicago)
- Nick Lane – trombone
- Lee Loughnane – trompet, flugelhorn (Chicago)
- Larry Klimas – saxofoon
- Walter Parazaider – altfluit (Chicago)
- Greg Eicher – akoestische bas
- James Pankow – aanvullende trombone (Chicago)
- Terry Kath – gitaar (Chicago)
- Marty Grebb – gitaar, achtergrondzang
- Keith Rowland, Chris Pinnick – gitaar
- Gerry Beckley, Timothy B. Schmit – achtergrondzang
- Jonathan Mitchel – aanvullend slagwerk

## Muziek
| Nr. | Titel                                                 | Duur |
| --- | ----------------------------------------------------- | ---- |
| 1.  | I could tell you secrets (Lamm)                       | 4:21 |
| 2.  | Somewhere girl (Lamm, Linderman)                      | 4:47 |
| 3.  | The mystery of moonlight (Foskett, Lamm)              | 4:24 |
| 4.  | Gimme gimme (Linderman, Lamm)                         | 4:28 |
| 5.  | Another sunday (Beckley, Lamm)                        | 3:50 |
| 6.  | For you, Kate (Lamm, Kate is tweede dochter van Lamm) | 5:02 |
| 7.  | It’s always something (Imboden, Lamm)                 | 3:39 |
| 8.  | Intensity (Lamm)                                      | 3:50 |
| 9.  | You’re my sunshine everyday (Huxley, Lamm)            | 3:52 |
| 10. | You never know the story (Grebb, Lamm)                | 4:11 |
| 11. | It’s a groove, this life (Lamm)                       | 5:04 |